# Snakes & Arrows
| 전문가 평가                       | 전문가 평가 |
| 총 점수                           | 총 점수     |
| 출처                              | 점수        |
| --------------------------------- | ----------- |
| 메타크리틱                        | 73/100      |
| 평가 점수                         |             |
| 출처                              | 점수        |
| AllMusic                          | [ 2 ]       |
| The Encyclopedia of Popular Music | [ 3 ]       |
| IGN                               | 7.5/10      |
| Jam!                              | [ 5 ]       |
| Manchester Evening News           | [ 6 ]       |
| Now                               | [ 7 ]       |
| PopMatters                        | [ 8 ]       |
| Rolling Stone                     | [ 9 ]       |
| The Washington Post               | (favorable) |

《Snakes & Arrows》는 2007년 5월 1일, 앤섬 레코드에서 발매된 캐나다의 프로그레시브 록 밴드 러시의 열여덟 번째 스튜디오 음반이다. 2004년 10월, R30: 30th Anniversary Tour가 끝난 후, 밴드는 1년간 휴식을 취했고, 2006년 1월, 후속 작업을 시작하기로 합의했다. 이 음반은 공동 프로듀서 닉 라스쿨리네츠와 함께 5주 만에 녹음되었는데, 그는 각 멤버들로부터 접근법과 기술로 칭찬을 받았다. 이 곡은 세 개의 인스트루멘탈 트랙을 포함하고 있는데, 이는 러시 음반 중 가장 많은 것이다.
《Snakes & Arrows》는 CD와 한정판 더블 LP (5,000장), 뮤직 비디오 인터랙티브 포맷 (25,000장)으로 발매되었다. 그것은 캐나다와 미국에서 3위로 정점을 찍었고 2007년 9월에 캐나다에서 골드 인증을 받았다. 러시는 〈Malignant Narcissism〉으로 그래미 어워드 최우수 록 연주상 후보에 올랐다. 《Snakes & Arrows》는 《클래식 록》의 10대 필수 프로그레시브 록 음반 중 하나로 선정되었다. 이 음반은 스튜디오 음반 《The Studio Albums 1989–2007》의 일부로 2013년 재발매 및 리마스터드되었다. 2016년 애비 로드 스튜디오에서 숀 매기에 의해 리마스터드된 후, 러시의 직접적인 접근에 따라 재발매되었다.

## 배경
2004년 10월, 러시는 R30: 30th Anniversary Tour를 마치고 1년간 활동을 중단했다. 이 기간 동안 그들은 《R30: 30th Anniversary World Tour》 DVD에 참여했는데, 인터뷰를 통해 2006년 초에 새로운 스튜디오 음반을 발매할 계획을 밝혔다. 이 그룹은 그들의 커버 EP 《Feedback》 (2004년)을 녹음한 것에 대해 충전을 느꼈다. EP 《Feedback》은 그들이 그들 자신의 좀 더 생각하고 복잡한 음악과 대조적으로 간단하고 직접적인 노래를 연주하고 라이브로 녹음하는 것을 보았다. 《Snakes & Arrows》에는 그러한 접근법이 채택되었다.
2006년 1월부터 음반 작업이 시작되었고 밴드 멤버들은 게디 리와 알렉스 라이프슨이 새로운 음악적 아이디어에 재밍하는 그들의 일반적인 작곡 방법을 채택했고 닐 피어트는 혼자 가사를 작업했다. 이번에는 리와 라이프슨이 같은 시설에서 일하기보다는 토론토에 있는 그들의 홈 스튜디오에서 일했고, 점차 그들의 아이디어를 가이드 드럼 파트로 클릭 트랙을 사용하여 편곡된 곡으로 틀을 짜냈다. 그들은 낮 12시경부터 오후 5시경까지 주 3일간 일했다. 2000년 남부 캘리포니아로 이주한 피어트는 집에서 일했고, 온라인에서 밴드 동료들과 협업했으며, 작사와 녹음 단계 내내 토론토와 뉴욕을 여행했다. 라이프슨은 이 그룹이 이전보다 더 많은 사전 제작 작업을 했으며, 리와 자신은 좀 더 캐주얼하고 여유로운 작사 방식을 채택했다고 말했다.

## 곡 목록
작사는 닐 피어트가 맡았고, 작곡은 모두 특별한 언급이 없는 한 게디 리와 알렉스 라이프슨이 맡았다.
| #   | 제목                                | 작곡     | 재생 시간 |
| --- | ----------------------------------- | -------- | --------- |
| 1.  | 〈Far Cry〉                         |          | 5:21      |
| 2.  | 〈Armor and Sword〉                 |          | 6:36      |
| 3.  | 〈Workin' Them Angels〉             |          | 4:47      |
| 4.  | 〈The Larger Bowl (A Pantoum)〉     |          | 4:07      |
| 5.  | 〈Spindrift〉                       |          | 5:24      |
| 6.  | 〈The Main Monkey Business (기악)〉 |          | 6:01      |
| 7.  | 〈The Way the Wind Blows〉          |          | 6:28      |
| 8.  | 〈Hope (기악)〉                     | 라이프슨 | 2:03      |
| 9.  | 〈Faithless〉                       |          | 5:31      |
| 10. | 〈Bravest Face〉                    |          | 5:12      |
| 11. | 〈Good News First〉                 |          | 4:51      |
| 12. | 〈Malignant Narcissism (기악)〉     |          | 2:17      |
| 13. | 〈We Hold On〉                      |          | 4:13      |

## 인증
| 국가                       | 인증 | 판매량/출하량 |
| -------------------------- | ---- | ------------- |
| 캐나다 (뮤직 캐나다)       | 골드 | 50,000^       |
| ^출하량을 기반으로 한 인증 |      |               |